# Titularerzbistum Stauropolis
Stauropolis (ital.: Stauropoli, lat.: Archidioecesis Stauropolitana) ist ein Titularerzbistum der römisch-katholischen Kirche.
Es geht zurück auf das frühere Erzbistum der antiken Stadt Aphrodisias, die zur byzantinischen Zeit Stauropolis hieß, in der Landschaft Karien im Südwesten der heutigen Türkei. Die Stadt war Sitz des Metropoliten der Kirchenprovinz Stauropolis, der die Bischofssitze von Anatetarte, Bargylia, Kidrama, Tabai, Harpasa, Loryma, Hyllarima, Hieron, Eriza, Knidos und Iasos als Suffraganbistümer zugeordnet waren.
| Titularerzbischöfe von Stauropolis |                                |                                                                    |                   |                   |
| Nr.                                | Name                           | Amt                                                                | von               | bis               |
| 1                                  | Diego Hortiago de Escacena OFM |                                                                    | 28. August 1693   | 1696              |
| 2                                  | Aloisio Scacoz OFM             | emeritierter Bischof von Kefalonia (Griechenland)                  | 3. Dezember 1831  | 22. Februar 1842  |
| 3                                  | Guglielmo Massaia OFMCap       | emeritierter Apostolischer Vikar von Galla (Äthiopien)             | 2. August 1881    | 6. August 1889    |
| 4                                  | Francesco Domenico Reynaudi    | emeritierter Apostolischer Vikar von Sofia und Plowdiw (Bulgarien) | 5. Mai 1885       | 24. Juli 1893     |
| 5                                  | Alessandro de Risio CSsR       | emeritierter Erzbischof von Santa Severina (Italien)               | 30. November 1896 | 20. April 1901    |
| 6                                  | Aurelio Zonghi                 | emeritierter Bischof von Jesi (Italien)                            | 9. Januar 1902    | 27. Juni 1902     |
| 7                                  | Giovanni Battista Guidi        | Diplomat                                                           | 6. September 1902 | 22. Juli 1904     |
| 8                                  | Guido Maria Conforti           | Koadjutorerzbischof von Parma (Italien)                            | 14. November 1904 | 12. Dezember 1907 |
| 9                                  | Bernard Christen OFMCap        |                                                                    | 29. Mai 1908      | 11. März 1909     |
| 10                                 | Emilio Maria Miniati           | emeritierter Bischof von Massa Carrara (Italien)                   | 29. April 1909    | 17. März 1918     |
| 11                                 | Ricardo Isaza y Goyechea       | Weihbischof in Montevideo (Uruguay)                                | 23. Juli 1918     | 28. Juni 1929     |
| 12                                 | Giovanni Battista Dellepiane   | Apostolischer Nuntius                                              | 18. Juli 1929     | 13. August 1961   |
| 13                                 | Joseph Wilhelmus Maria Baeten  | emeritierter Bischof von Breda (Niederlande)                       | 8. September 1961 | 26. August 1964   |
| 14                                 | Gabriel Thohey Mahn-Gaby       | Koadjutorerzbischof von Rangun (Myanmar)                           | 9. November 1964  | 19. Juni 1971     |